# Halloween (singel)
Halloween – trzeci singel duńskiej grupy heavymetalowej King Diamond. Wydany nakładem Roadracer Records w 1986 roku.

## Lista utworów
1. Halloween - 4:12
2. The Candle - 6:38
3. The Lake - 4:11